# Taleporia pseudoimprovisella
Taleporia pseudoimprovisella is een vlinder uit de familie zakjesdragers (Psychidae). De wetenschappelijke naam van deze soort is voor het eerst geldig gepubliceerd in 1984 door Witt & de Freina.
De soort komt voor in Europa.